# Rita Kőbán
Rita Kőbán (Budapest, 10 de abril de 1965) es una deportista húngara que compitió en piragüismo en la modalidad de aguas tranquilas.
Participó en cuatro Juegos Olímpicos de Verano entre 1988 y 2000, obteniendo un total de seis medallas: dos de oro, tres de plata y una de bronce. Ganó veinticinco medallas en el Campeonato Mundial de Piragüismo entre los años 1985 y 1999, y cuatro medallas en el Campeonato Europeo de Piragüismo en los años 1999 y 2000.

## Palmarés internacional
| Juegos Olímpicos   | Juegos Olímpicos          | Juegos Olímpicos  | Juegos Olímpicos |
| Año                | Lugar                     | Medalla           | Evento           |
| ------------------ | ------------------------- | ----------------- | ---------------- |
| 1988               | Seúl (Corea del Sur)      | Medalla de plata  | K4 500 m         |
| 1992               | Barcelona (España)        | Medalla de plata  | K1 500 m         |
| 1992               | Barcelona (España)        | Medalla de bronce | K2 500 m         |
| 1992               | Barcelona (España)        | Medalla de oro    | K4 500 m         |
| 1996               | Atlanta (Estados Unidos)  | Medalla de oro    | K1 500 m         |
| 2000               | Sídney (Australia)        | Medalla de plata  | K4 500 m         |
| Campeonato Mundial |                           |                   |                  |
| Año                | Lugar                     | Medalla           | Evento           |
| 1985               | Malinas (Bélgica)         | Medalla de plata  | K2 500 m         |
| 1985               | Malinas (Bélgica)         | Medalla de bronce | K4 500 m         |
| 1986               | Montreal (Canadá)         | Medalla de oro    | K4 500 m         |
| 1987               | Duisburgo (RFA)           | Medalla de plata  | K4 500 m         |
| 1989               | Plovdiv (Bulgaria)        | Medalla de plata  | K4 500 m         |
| 1990               | Poznań (Polonia)          | Medalla de plata  | K4 500 m         |
| 1991               | París (Francia)           | Medalla de plata  | K1 500 m         |
| 1991               | París (Francia)           | Medalla de plata  | K4 500 m         |
| 1993               | Copenhague (Dinamarca)    | Medalla de plata  | K1 5000 m        |
| 1993               | Copenhague (Dinamarca)    | Medalla de bronce | K4 500 m         |
| 1994               | Ciudad de México (México) | Medalla de oro    | K1 200 m         |
| 1994               | Ciudad de México (México) | Medalla de plata  | K1 500 m         |
| 1994               | Ciudad de México (México) | Medalla de oro    | K2 200 m         |
| 1994               | Ciudad de México (México) | Medalla de oro    | K4 200 m         |
| 1994               | Ciudad de México (México) | Medalla de plata  | K4 500 m         |
| 1995               | Duisburgo (Alemania)      | Medalla de oro    | K1 200 m         |
| 1995               | Duisburgo (Alemania)      | Medalla de oro    | K1 500 m         |
| 1995               | Duisburgo (Alemania)      | Medalla de bronce | K4 500 m         |
| 1998               | Szeged (Hungría)          | Medalla de plata  | K2 200 m         |
| 1998               | Szeged (Hungría)          | Medalla de bronce | K2 500 m         |
| 1998               | Szeged (Hungría)          | Medalla de oro    | K4 200 m         |
| 1999               | Milán (Italia)            | Medalla de bronce | K1 200 m         |
| 1999               | Milán (Italia)            | Medalla de bronce | K1 500 m         |
| 1999               | Milán (Italia)            | Medalla de oro    | K4 200 m         |
| 1999               | Milán (Italia)            | Medalla de oro    | K4 500 m         |
| Campeonato Europeo |                           |                   |                  |
| Año                | Lugar                     | Medalla           | Evento           |
| 1999               | Zagreb (Croacia)          | Medalla de plata  | K1 200 m         |
| 2000               | Poznań (Polonia)          | Medalla de oro    | K1 200 m         |
| 2000               | Poznań (Polonia)          | Medalla de oro    | K1 500 m         |
| 2000               | Poznań (Polonia)          | Medalla de plata  | K4 500 m         |